# 阿雷纳波利斯
阿雷纳波利斯是巴西马托格罗索州的一个市镇。总面积414.678平方公里，总人口9908人，人口密度23.9人/平方公里。